# Fanny Friedman
Pour les articles homonymes, voir Friedman.
Fanny Friedman (parfois orthographié Fannie Friedman, née Frances Friedman), née le 21 juin 1926, est un médecin et une personnalité politique de l'Eswatini.

## Biographie
Fanny Friedman exerce en tant que médecin dans plusieurs hôpitaux de l'Eswatini et participe aux actions de plusieurs Organisations non gouvernementales. 
Elle est députée de 1983 à 1987 et sénatrice de 1987 à 1997.
En novembre 1987, elle devient la première femme de l'histoire de son pays à occuper un poste de ministre, après qu'elle a été nommée à la tête du ministère de la Santé. Elle quitte ce poste en 1993.